# شرايين صفنية أمامية
شرايين صفنية أمامية (بالإنجليزية: Anterior scrotal arteries)‏‏ هو شريان يتفرعُ من شريان فرجي خارجي غائر.